# Суньен, Хуан Карлос
Хуан Карлос Суньен (исп. Juan Carlos Suñén; род. в ноябре 1956, Мадрид) — испанский поэт поколения 1980-х годов.

## Биография
Основатель и главный редактор литературно-критического журнала Критик. Директор Мадридского Литературного института. Автор статей о современной литературе, опубликованных в газете El País и др.

## Книги стихов
- Imagen última del mar (1985)
- Para nunca ser vistos (1989)
- Un ángel menos (1989)
- Por fortunas peores (1992)
- Un hombre no debe ser recordado (1993)
- La prisa (1994)
- El hombro izquierdo (1995)
- Cien niños (1999)
- La misma mitad (2004)
- El viaje de todos (2004)

## Признание
Премия короля Хуана Карлоса (1991), премия Франсиско де Кеведо (2004).